# BBC 이스트
BBC 이스트 (BBC East)는 잉글랜드 노퍽주, 서퍽주, 에식스주, 케임브리지셔주, 노샘프턴셔주, 베드퍼드셔주, 하트퍼드셔주, 버킹엄셔주 북부를 대상으로 한 BBC 잉글랜드 지방 방송 권역이다.

## 방송

### 텔레비전
BBC 이스트의 텔레비전 방송은 주로 BBC One을 통해 방송된다. 간판 지역 뉴스 프로그램인 <BBC 룩 이스트>를 필두로, 화제집중 프로그램인 <인사이드 아웃>, <선데이 폴리틱스>와 <레이트 킥 오프> 시간에 내보내는 20분 분량의 자체방송으로 구성되어 있다. 자체방송은 독립 제작사인 케빈 파이퍼 미디어에서 제작된다.

### 라디오
BBC 이스트는 BBC 라디오 노퍽, BBC 라디오 서퍽, BBC 에섹스, BBC 라디오 케임브리지셔, BBC 라디오 노샘프턴, BBC 스리 카운티스 라디오의 총괄 본부를 두고 있다.
주말에는 6개 방송국 모두 오전 4시에 밤중 네트워크 쇼로 방송을 개시하며 오전 6시부터 오후 7시까지는 개별 지역 프로그램을 내보낸다. 매 평일 저녁 오후 7시부터 정파 시간까지는 1시간짜리 <BBC 뉴스 인 더 이스트>를 비롯한 네트워크 프로그램을 편성한다 (금요일 밤 스리 카운티스 라디오에서 하는 별도 방송 제외). 주말 저녁에도 동시 방송 프로그램을 진행한다.

### 온라인과 상호 방송
BBC 이스트는 BBC 레드 버튼에 지방 뉴스와 지역 라디오 페이지, 그리고 각 주별로 'BBC 로컬 뉴스' 웹사이트도 제공하고 있다.

## 억사
BBC 이스트는 1969년 <70년대의 방송> 보고서에서 미들랜즈 이스트앵글라 지역방송 권역을 둘로 나누어야 한다고 권고하면서 새로운 지역방송 권역으로 설립됐다. 당시 동부 주를 대상으로 한 지역 텔레비전 뉴스는 이미 1959년 10월 5일 <BBC 룩 이스트> 첫방송과 함께 널리 구축되어 있던 상태였다. 1997년에는 자체 방송 (원래는 '클로즈업'이란 제목의 방송)이 도입되어 노샘프턴셔, 베드퍼드셔, 케임브리지셔, 피터버러, 밀턴케인즈 지역을 대상으로 한 뉴스 단신을 내보내게 되었다.
1980년까지 라디오 방송은 BBC 라디오 4의 이스트앵귈라 자체방송을 통해 지역 라디오 프로그램이 방송됐으며, 당시에는 낮시간대 뉴스 단신 보도와 휴일 아침 쇼프로인 <라운더보트 이스트앵귈라>가 주를 이뤘다. 지역내 최초의 BBC 로컬 라디오 방송국인 라디오 서퍽은 1980년 9월 11일에 개국하고 뒤이어 케임브리지셔 주 (1982년 5월 1일), 베드퍼드셔-허트퍼드셔-버킹엄셔 주 (1985년 6월 24일), 에섹스 주 (1986년 11월 5일), 서퍽 주 (1990년 4월 12일)에 방송국이 속속 신설됐다.

## 스튜디오

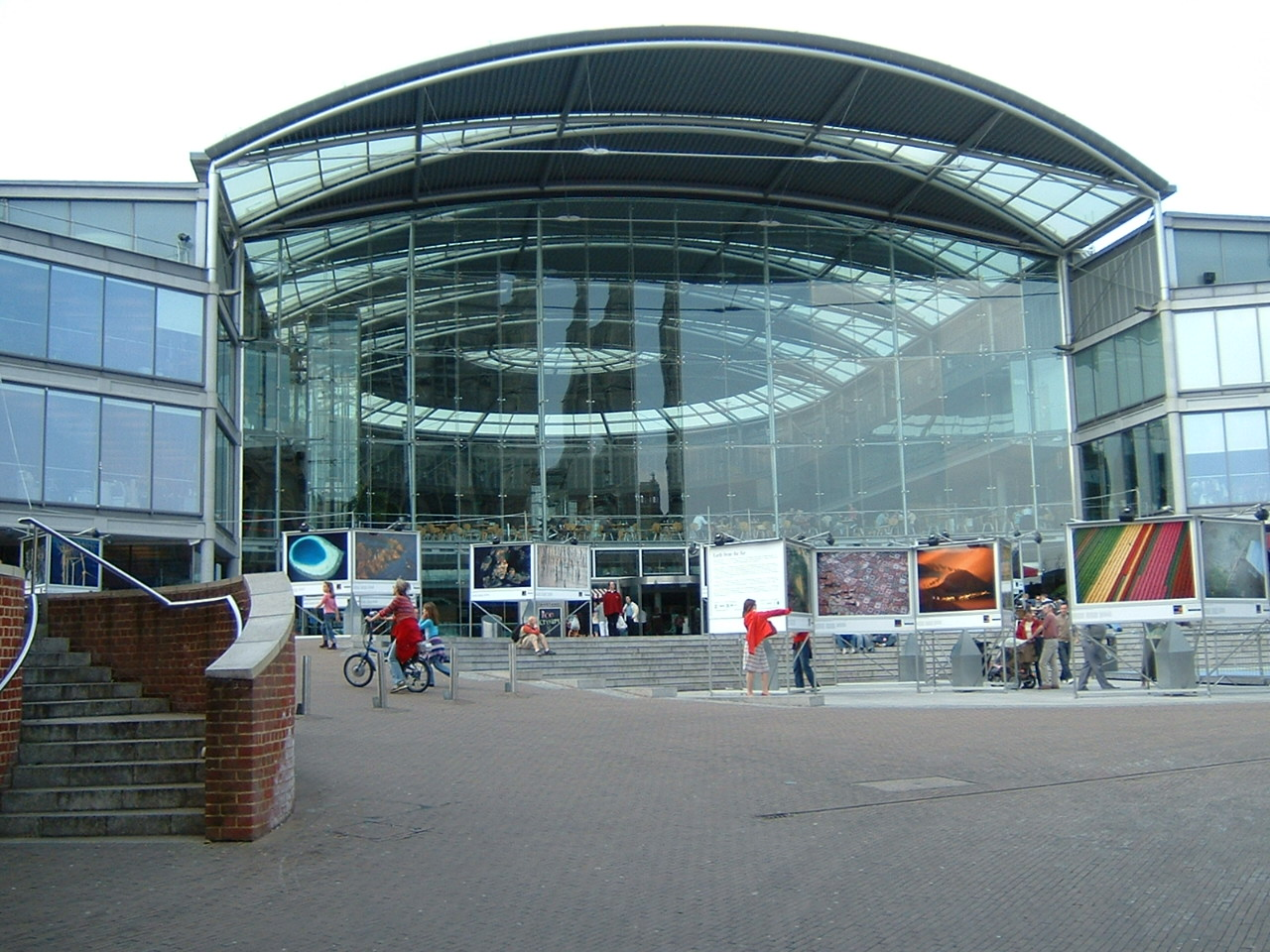
BBC 이스트 본부가 있는 더 포럼

BBC 이스트의 총괄 본부와 스튜디오는 노위치의 밀레니엄 플레인에 있는 더 포럼에 자리해 있다. 지금의 건물은 2003년 9월 29일에 이전했고, 그전까지는 노위치의 세인트캐서린즈 클로즈 가에 위치한, 조지 시대에 지은 등재건축물인 올 세인츠 그린에 입주해 있었다. 이 건물은 가문 소유 저택이던 것을 방송국 스튜디오 시설로 전환한 것이다. 더 포룸으로 자리를 옮긴 데에는 몇 가지 요인이 작용했기 때문이었는데, 우선 건물이 등재건축물로 지정됐기 때문에 그 안에서 BBC의 활동이 제한됐다는 점과 건물 위치가 BBC에서 원하는 것보다 더 근교에 있었다는 점, 방송장비가 노후화되어 대체가 필요했다는 점, 그리고 장애차별법 시행으로 본부 건물의 대폭적인 변경을 해야 했다는 점이었다.
BBC 이스트는 노위치 시내 콜리 로에 위치한 케임브리지 비즈니스 파크에도 라디오와 텔레비전 방송국을 두고 있으며, 이곳에는 <룩 이스트>의 서부지역 자체 방송실과 라디오 케임브리지셔 지국이 자리잡고 있다. 그 밖에 쳄스퍼드, 노샘프턴, 입스위치, 루턴, 밀턴케인스에도 지역 라디오 방송국과 텔레비전 부서를 두고 있다.

## 같이 보기
- BBC 잉글리시 리전스